# Thymallus grubii
Thymallus grubii är en fiskart som beskrevs av Dybowski, 1869. Thymallus grubii ingår i släktet Thymallus och familjen laxfiskar.

## Underarter
Arten delas in i följande underarter:
- T. g. grubii
- T. g. flavomaculatus